# Людмил и Руслана
„Людмил и Руслана“ е български 6-сериен телевизионен игрален филм (драма) от 2008 година на режисьорката Мариана Евстатиева-Биолчева, по сценарий на Пенчо Ковачев. Оператор е Людмил Христов. Музика Александър Михайлов. Художник - Мирослав Маринов .

## Серии
- 1. серия – 30 минути
- 2. серия – 30 минути
- 3. серия – 30 минути
- 4. серия – 30 минути
- 5. серия – 30 минути
- 6. серия – 30 минути

## Сюжет
Людмил е българин, Руслана е рускиня. Запознават се като студенти в Москва, влюбват се, женят се, създават семейство с две деца и идват да живеят в България. След промените през 1989 г. Людмил губи работата си и Руслана – с едно от децата, се връща в Москва. Оттам започва историята в сагата – с грехове, жертви и лъжи, чак до Испания... .

## Актьорски състав
| Роля                 | Изпълнител            |
| -------------------- | --------------------- |
| Руслана              | Стефка Янорова        |
| Людмил               | Константин Цанев      |
| Боян                 | Веселин Калановски    |
| Полина Павлова       | Елена Петрова         |
| Вадим Веригин        | Юлиян Вергов          |
| следовател Покровски | Михаил Петров         |
| Антон Великов-Денди  | Даниел Цочев          |
| Ирина                | Лидия Инджова         |
| Кики Куковейката     | Елена Райнова         |
| „Зевса“              | Стойко Пеев           |
| секретарката Муци    | Ина Попова            |
| Васил                | Евгени Будинов        |
| Валерий              | Христо Терзиев        |
| Доктор               | Веселин Ранков        |
|                      | Марта Янева           |
|                      | Максим Генчев         |
|                      | Пьотр Кшемински       |
|                      | Джамила Даулбаева     |
|                      | Пламена Гетова        |
|                      | Васил Мавриков        |
|                      | Богомила Hиколова     |
|                      | Борислава Костадинова |
|                      | Петър Петров          |
|                      | Веселин Мезеклиев     |
|                      | Иван Юруков           |
|                      | Юлия Диханова         |
| тв говорителка       | Радина Червенова      |
|                      | Hаталия Бардская      |
| Портиер              | Димитър Манчев        |
| Тракторист           | Павел Поппандов       |
| Вероника             | Яна Маринова          |
|                      | Станка Калчева        |
|                      | Станислав Зончев      |
|                      | Боян Биолчев          |
|                      | Людмил Христов        |